# Копил
Копил (на беларуски: Капыль; на руски: Копыль) е град в Беларус, административен център на Копилски район, Минска област. Населението на града е 9489 души (по приблизителна оценка от 1 януари 2018 г.).

## История
За пръв път селището е упоменато през 1274 година, през 1984 година получава статут на град.

## Личности
- Александър Симан (р. 1977) – беларуски биатлонист;
- Дмитри Жилунович (1887 – 1937) – беларуски държавник, писател;
- Менделе Мойхер-Сфорим (1836 – 1917) – еврейски писател;
- Степан Александрович (1921 – 1986) – съветски писател, литературовед, критик, краевед.